# Nour El Houda Bejaoui
Pour les articles homonymes, voir Bejaoui.
Nour El Houda Bejaoui, née le 14 avril 1981, est une lutteuse tunisienne. 

## Carrière
Nour El Houda Bejaoui est médaillée d'argent dans la catégorie des moins de 50 kg aux championnats d'Afrique 1996, médaillée de bronze dans la catégorie des moins de 46 kg aux championnats d'Afrique 1997 ainsi que médaillée d'argent dans la catégorie des moins de 51 kg aux championnats d'Afrique 1998 et aux championnats d'Afrique 2001. Elle obtient la médaille d'or des moins de 50 kg aux championnats d'Afrique 2002 puis l'argent dans la même catégorie aux championnats d'Afrique 2003. Elle remporte la médaille d'argent dans la catégorie des moins de 48 kg aux Jeux africains de 2003 et la médaille d'argent dans la catégorie des moins de 51 kg aux championnats d'Afrique 2004.